# Aphanoascus mephitalis
Aphanoascus mephitalis är en svampart som först beskrevs av Malloch & Cain, och fick sitt nu gällande namn av Cano & Guarro 1990. Aphanoascus mephitalis ingår i släktet Aphanoascus och familjen Onygenaceae.   Inga underarter finns listade i Catalogue of Life.